# Hans Bijvanck
Johan Karel (Hans) Bijvanck (Batavia, 12 oktober 1907 - Leiden, 10 april 1943) was een Nederlands violist.
Hij werd geboren binnen het gezin van Gerardus Franciscus Hendrik Bijvanck en jonkvrouw Jeanne Louise Auguste Cornets de Groot. Broer Henk Bijvanck was componist, zus Carla Bijvanck (1904-1989) kunstenares. Hij was getrouwd met Sophia Ridderhof. Hij werd begraven op de Algemene Begraafplaats Heemstede.
Hij leerde viool spelen aan het Conservatorium in Keulen bij Bram Eldering. Na zijn studie was hij enige tijd violist en concertmeester bij de Haarlemse Orkest Vereniging (1932-1938). In 1938 werd hij eerste violist en derde concertmeester van het Concertgebouworkest in Amsterdam. Bijvanck trad op als solist, waarbij hij werken speelde van Wolfgang Amadeus Mozart, Camille Saint-Saëns en Henriëtte Bosmans (Concertstuk voor viool en orkest; Residentieorkest o.l.v. Frits Schuurman, februari 1939). In april 1943 werd de trein waarin hij zich bevond nabij Leidschendam geraakt bij een bombardement.